# Arorangi

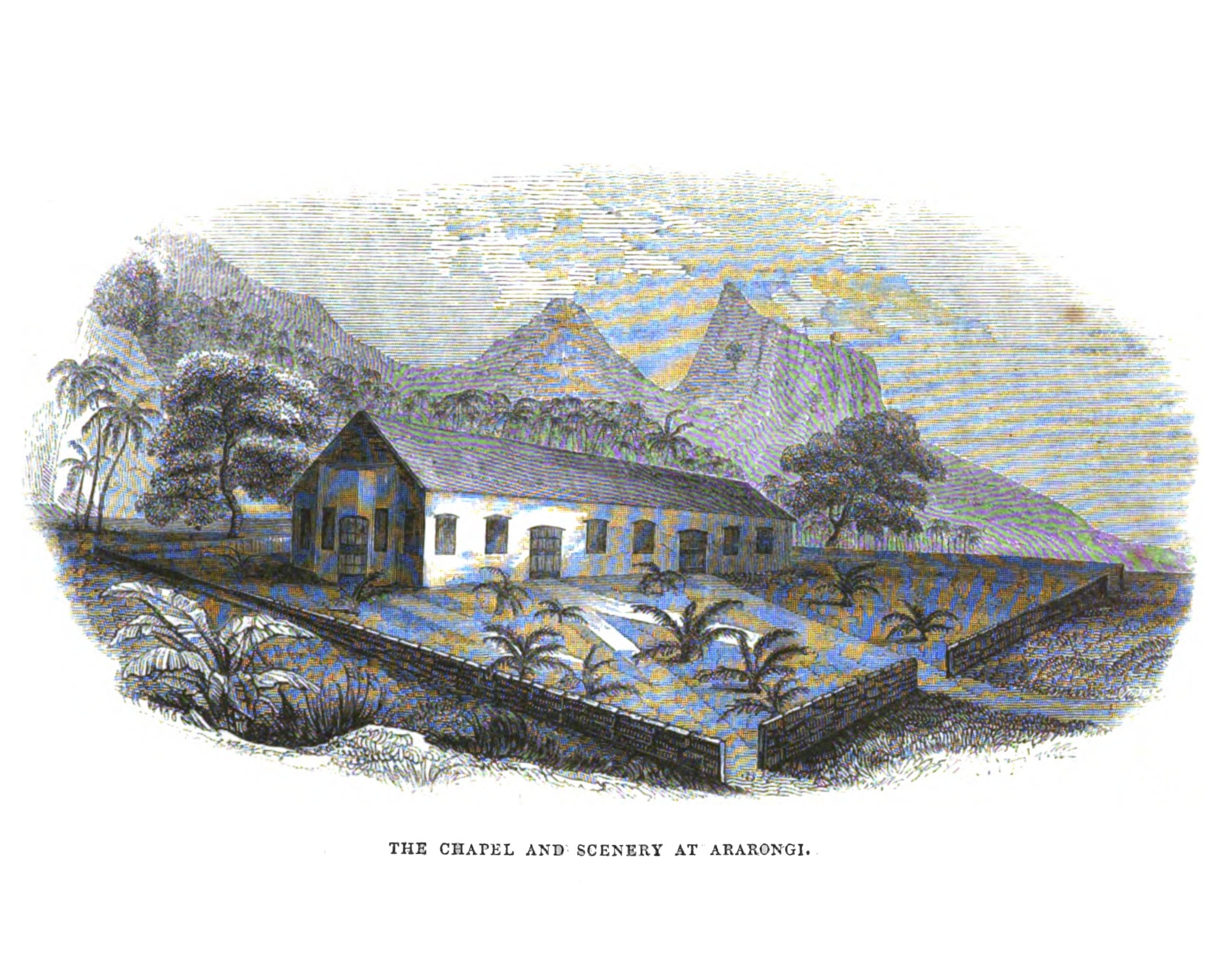
Pierwsza kaplica w Arorangi, na wyspie Rarotonga, na Wyspach Cooka, rok 1837

Arorangi – jeden z pięciu okręgów Wysp Cooka, które tworzą wyspę Rarotonga na Wyspach Cooka. Położony jest na zachodzie wyspy, na północnym zachodzie do okręgu Titikaveka, oraz na południowym zachodzie do okręgu Avarua.